# Військовий переворот в Іраку (1941)
Військовий переворот 1941 року в Іраку, також відомий як Переворот Рашида Алі або Переворот «Золотої четвірки» — пронацистський військовий переворот, що стався в Іраку 1 квітня 1941 року.

## Передісторія

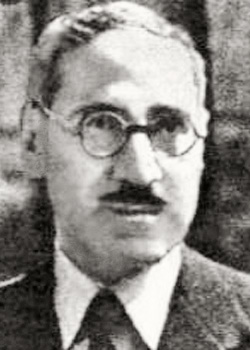
Рашид Алі аль-Гайлані

Королівство Ірак завдяки англо-іракському договору 1930 року перебувало у залежному від Великої Британії положенні. Патріотично налаштовані кола країни таке становище не влаштовувало, й Ірак не був особливо лояльним до англійців. Частина налаштованих проти Британії іракських військовиків, що групувалась у 1930-их роках навколо німецького посла Фріца Гробби, стала відомою як «Коло Семи», а їхні лідери — як «Золота четвірка». Після придушення антибританського повстання в Палестині багато хто з його учасників знайшли притулок в Іраку, туди ж у подальшому перебрався й лідер повстанців, колишній муфтій Єрусалима Амін аль-Хусейні.
Після початку Другої світової війни Ірак 5 вересня 1939 року розірвав дипломатичні відносини з Німеччиною, але не оголосив їй війну; коли до війни вступила Італія — Ірак навіть не розірвав з нею дипломатичних відносин. Капітуляція Франції та прибуття до Сирії комісії держав Осі з перемир'я сильно знизили престиж англійців.

## Перебіг подій
У березні 1941 року пронімецьки налаштований прем'єр-міністр Іраку Рашид Алі аль-Гайлані вигнав прибічника Британії Нурі аль-Саїда, а 1 квітня, спираючись на «Золоту четвірку», усунув Абд аль-Ілаха з посту регента при малолітньому Фейсалі II, зробивши замість нього регентом Шеріфа Шарафа.

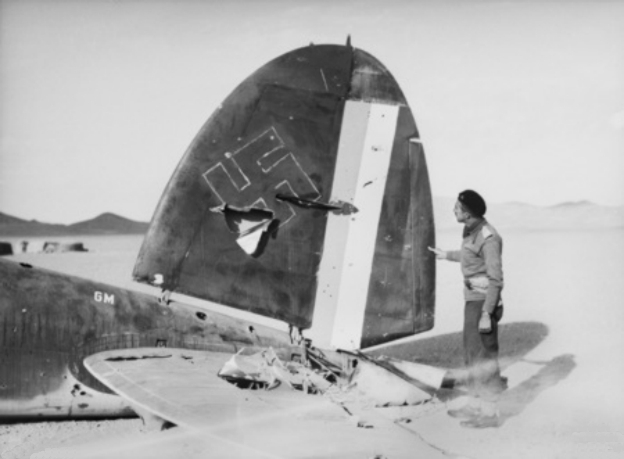
Уламки німецького бомбардувальника Гейнкель-111 з іракськими розпізнавальними знаками

18 квітня у Басрі висадилась британська піхотна бригада (первинно вона призначалась для відправки до Малайї); висадку прикривав британський батальйон, що за день до того був доставлений на авіабазу Шуайба літаками. Прем'єр-міністр Великої Британії звернувся до уряду Індії з проханням якомога швидше відрядити до Іраку ще дві бригади, що також призначались для Малайї. Коли британський посол в Іраку повідомив Рашида Алі, що 30 квітня до Басри прибудуть нові транспорти, той сказав, що не може дозволити жодних нових висадок, поки війська, що вже перебували у Басрі, не пройдуть через порт. Однак британці проігнорували його заперечення, й він був змушений розпочати бойові дії, сподіваючись на допомогу з боку Німеччини.
Під час англо-іракської війни, що почалась, іракські війська спробували атакувати британські бази, втім англійці, спираючись на перевагу у повітрі, відбили їхні атаки та перейшли у контрнаступ. Хоча на початку травня до Мосула й прибули німецькі й італійські літаки, але тільки 23 травня 1941 року Гітлер підписав директиву № 30 «Середній Схід», де зазначалось, що арабський національно-визвольний рух на Середньому Сході розглядається як природний союзник Німеччини. 27 травня почався британський наступ на Багдад, а 31 травня місто здалось.

## Наслідки
1 червня принц Абд аль-Ілах повернувся до Багдада як регент, а 2 червня прем'єр-міністром іракського уряду був призначений Джаміль аль-Мідфаї. Рашид Алі аль-Гайлані втік до Німеччини.
Задіяні у придушенні протибританського повстання в Іраку сили були невдовзі використані для окупації Сирії та Лівану, що підпорядковувались вішістській Франції.